# Жэнь Цаньцань
Жэнь Цаньца́нь (кит. упр. 任灿灿, пиньинь Rén Càncàn, род.26 апреля 1986) — китайская спортсменка, боксёр, трёхкратная чемпионка мира среди любителей и серебряный призёр Олимпийских игр 2012 года.
Жэнь Цаньцань родилась в 1986 году в районе Гаосинь городского округа Цзинин провинции Шаньдун. В 2002 году она поступила в Цзининскую спортшколу, где занялась лёгкой атлетикой, но вскоре полюбила бокс. С 2008 года она удерживает титул чемпиона мира среди женщин в своей весовой категории, в 2010 году завоевала золотую медаль Азиатских игр, а в 2012 — серебряную медаль Олимпийских игр.